# Gynochthodes epiphytica
Gynochthodes epiphytica là một loài thực vật có hoa trong họ Thiến thảo. Loài này được (Rech.) A.C.Sm. & S.P.Darwin mô tả khoa học đầu tiên năm 1988.